# Conte di Derby
Nella nobiltà inglese, Conte di Derby è un titolo ereditario della Paria d'Inghilterra.
Il titolo fu dato per la prima volta a Robert de Ferrers, I conte di Derby nel 1139, e rimase alla famiglia Ferrers fino a che il VI conte non si ribellò a Enrico III d'Inghilterra; alla sua morte nel 1279 tutte le proprietà vennero confiscate dalla corona insieme al titolo, che finì fra i titoli regi alla salita al trono di Enrico IV d'Inghilterra. Il titolo comitale venne nuovamente ricreato nel 1485 per la famiglia anglosassone Stanley. Titoli sussidiari della famiglia sono ancora oggi Barone Stanley di Bickerstaffe, nella contea palatina di Lancaster (1832), e Barone Stanley di Preston, nella contea palatina di Lancaster (1886). Dal I al V conte la famiglia ha goduto anche del titolo di Barone Stanley, creato per il padre del I conte nel 1456 e attualmente abbandonato; dal II al V conte gli eredi godettero del titolo di Barone Strange, creato nel 1299 e attualmente tra i titoli del Visconte St Davids.
La famosa Stanley Cup, il trofeo dei campioni della National Hockey League dell'America Settentrionale nel campo dell'hockey, fu proposta per il Dominion del Canada da Frederick Stanley, XVI conte di Derby, nel 1892. Lord Stanley fu governatore generale del Canada dal 1888 al 1893. Da quel momento la maggior parte delle competizioni che vedono scontrarsi due squadre della medesima area vengono definite famigliarmente Derby. 

## La famiglia normanna dei Ferrers
Il titolo fu creato per la prima volta nel 1138 per Robert de Ferrers, I conte di Derby. La famiglia dei Ferrers discendeva da Henry de Ferrers, primo conte di Ferrières (di origine celtico-romana), Signore di Longueville, Normandia e commissario del Domesday; egli fece costruire il Castello di Tutbury e il Castello di Duffield acquisendo grandi proprietà nel Derbyshire ed in altre 17 contee. L'ascendenza normanna della famiglia, riporta quindi questa nobiltà agli albori della società nobiliare inglese e di loro si sa che erano imparentati con altre famiglie nobili come i Curzons (Notre Dame-de-Courson), i Baskervilles (Boscherville) e i Levett (Livet-en-Ouche).
Robert de Ferrers (1062circa-1139) venne creato I conte di Derby da Stefano d'Inghilterra nel 1138 per la valorosa condotta dimostrata alla battaglia di Northallerton, egli morì l'anno seguente e il titolo venne ereditato da suo figlio.
Robert de Ferrers, II conte di Derby (morto 1162) fondò le abbazie di Darley e Merivale, nel Derbyshire e alla morte venne, a sua volta, succeduto dal figlio.
William de Ferrers, III conte di Derby (morto nel 1190) fu fra coloro che seguirono Enrico il Giovane nella sua rivolta contro il padre Enrico II d'Inghilterra, quando la ribellione fallì nel 1174 William venne preso prigioniero e privato di molte delle sue proprietà. Con il tempo riacquistò la fiducia del sovrano e accompagnò suo figlio Riccardo nella Terza crociata morendo durante l'Assedio di San Giovanni d'Acri (1189-1191).
Suo figlio William de Ferrers (1168circa-1247circa) divenne il IV conte di Derby. L'anno della morte di Giovanni, nel 1216, i baroni si rivoltarono un'ultima volta contro di lui a causa delle violazioni del re alla Magna Charta supportati da Luigi VIII di Francia. William insieme a Guglielmo il Maresciallo ed altri nobili combatté per il giovane Enrico, sconfiggendo i ribelli alla Battaglia di Lincoln. Quale riconoscimento ricevette diversi castelli fra cui quello di Peveril, a Castleton, nel Derbyshire, e quando Enrico III se li riprese nel 1222 si formò la prima crepa fra i Ferrers e il sovrano. Dalla moglie Agnese, figlia di Ugo di Kevelioc, ebbe diversi figli.
Suo erede fu Guglielmo di Ferrers, V conte di Derby, che sposò in prime nozze Sibyl Marshal, figlia di Guglielmo il Maresciallo e fu succeduto dal primogenito Robert de Ferrers, VI conte di Derby.
Questi si ribellò apertamente contro Enrico III e fu quindi arrestato e imprigionato nella Torre di Londra e poi nel Castello di Windsor, per poi essere definitivamente trasferito al Castello di Wallingford. Furono pertanto requisite le sue terre, tra cui anche il Castello di Tutbury che entrò a far parte dei domini dei Lancaster.

## L'intermezzo regale
Nel 1266 a Robert era stato preso tutto e i suoi domini vennero dati da Enrico III al quartogenito Edmondo e suo figlio Tommaso Plantageneto si fregiò del titolo di Conte di Ferrers. Nel 1337 il nipote di Edmondo, Enrico, fu creato Conte di Derby prima di divenire Duca di Lancaster e il titolo andò quindi a Giovanni Plantageneto che aveva sposato Bianca di Lancaster una delle figlie di Enrico.
Quando nel 1399 Enrico IV d'Inghilterra, figlio di Giovanni e Bianca, salì al trono il titolo di conte di Derby fu assorbito definitivamente dalla corona.

## La lunga storia degli Stanley
Il titolo fu creato una terza volta per la famiglia Stanley, discendente da Ligulfo di Aldithley, che era antenato anche della famiglia Audleys. Uno dei suoi discendenti sposò l'erede di Stoneley, nel Derbyshire, da cui si derivò il cognome di Stanley. Sir Thomas Stanley (1405circa-20 febbraio 1459) prestò servizio come Lord luogotenente d'Irlanda e rappresentante del Lancashire nella camera dei comuni. Nel 1456 egli fu elevato alla camera dei lords col titolo di Barone Stanley. Suo figlio, Thomas Stanley, I conte di Derby, sposò lady Margaret Beaufort, madre del re Enrico VII. Egli ricevette quindi il titolo di conte di Derby nel 1485 dal figlio della moglie dopo la Battaglia di Bosworth Field dove Thomas decise di non supportare re Riccardo III. Il titolo si perpetua quindi in questa casata sino ai giorni nostri.
Suo figlio George Stanley, IX barone Strange (1460-1503), nato dal suo primo matrimonio con Eleanor Neville, sposò Joan Strange, IX baronessa Strange ed entrò a far parte della Camera dei Lord tramite matrimonio. George morì prima del padre e a ereditare il titolo fu suo figlio Thomas Stanley, II conte di Derby (prima del 1485-23 maggio 1521) facendo in tempo a presenziare insieme alla moglie al Campo del Drappo d'Oro del 1520-
A succedergli fu suo figlio Edward Stanley, III conte di Derby (10 maggio 1509circa-24 ottobre 1572), egli servì Enrico VIII d'Inghilterra e fu nominato e fu insignito del titolo di cavaliere dell'Ordine del Bagno nel 1532. Dieci anni dopo partecipò alla repressione del Pellegrinaggio di Grazia e quando salì al trono Edoardo VI d'Inghilterra venne nominato all'Ordine della Giarrettiera. Riuscì a restare sotto la buona grazia sia di Maria I d'Inghilterra che di Elisabetta I d'Inghilterra lasciando il titolo al primogenito.
Henry Stanley, IV conte di Derby (settembre 1531-25 settembre 1593) si sposò con Margaret Clifford, nipote di Maria Tudor, insignito dell'Ordine della Giarrettiera nel 1574 servì come ambasciatore per Elisabetta I presso la corte di Enrico III di Francia a partire dal 1580, mentre nel 1589 fu nominato Lord grande intendente.
Suo figlio Ferdinando Stanley, V conte di Derby gli succedette e alla sua morte avvenuta nel 1594 il titolo passò al fratello minore poiché egli aveva solo tre figlie.
William Stanley, VI conte di Derby fu conte per quasi cinquant'anni e alla morte ereditò suo figlio James Stanley, VII conte di Derby, egli fu un fedele realista e combatté nella guerra civile inglese fino a che non venne decapitato dai parlamentaristi nel 1651. Sua moglie Charlotte Stanley, contessa di Derby è ricordata per la strenua difesa che mise in atto nel 1651 all'Isola di Man.
Il loro figlio Charles Stanley (19 gennaio 1628-21 dicembre 1672) divenne l'VIII conte e suo figlio William Stanley (1655circa-5 novembre 1702) il IX, egli sposò Eleanor Butler, sorella di James Butler, II duca di Ormonde, ma il loro unico maschio morì prima del padre e così il titolo passò a suo fratello James Stanley X conte di Derby (3 luglio 1664-1º febbraio 1736), egli detenne diverse cariche pubbliche fra cui anche quella di consigliere nel Consiglio privato di sua maestà. Egli morì senza lasciare eredi, le baronie andarono quindi a un cugino, James Murray, II duca di Atholl e il contado a un lontano parente, Edward Stanley (27 settembre 1689-22 febbraio 1776) che discendeva da un fratello minore del II conte e che divenne, quindi l'XI conte di Derby. Alla sua morte gli successe il nipote Edward Smith-Stanley, XII conte di Derby, uno dei fondatori della corsa per cavalli di Epsom-Derby. Suo figlio Edward Smith-Stanley, XIII conte di Derby presenziò alla camera dei comuni prima di essere elevato al titolo di barone Stanley nel 1832, egli fu un noto zoologo e uno dei fondatori del World Museum di Liverpool oltre che patrono per diversi poeti fra cui Edward Lear.
Suo figlio Edward Smith-Stanley, XIV conte di Derby è probabilmente uno degli esponenti più noti della famiglia, egli servì come Primo Ministro sotto il regno della regina Vittoria del Regno Unito sedendo fra le file dei conservatori. Suo figlio Edward Stanley, XV conte di Derby servì come Sotto segretario agli Affari Esteri e come Segretario di Stato per gli Affari Esteri e del Commonwealth nel governo di Benjamin Disraeli, nel 1880 si unì al partito liberale servendo di nuovo sotto il governo di William Gladstone fra il 1882 e il 1885.
Gli succedette il fratello Frederick Stanley, XVI conte di Derby che servì come Segretario di stato per la guerra e poi come Ministro del commercio e dell'agricoltura fino alla carica di Governatore generale del Canada fra il 1888 e il 1893. Gli venne dato il titolo di Barone Stanley di Preston e si sposò con Constance Villiers, figlia di George Villiers, IV conte di Clarendon.
Suo figlio Edward Stanley, XVII conte di Derby servì con diverse cariche al governo e anche come ambasciatore in Francia, sua moglie Alice Montagu era figlia di William Montagu, VII duca di Manchester ed entrambi i loro figli aderirono al partito conservatore. Il suo primogenito morì prima di lui e il titolo andò al nipote Edward Stanley, XVIII conte di Derby (21 aprile 1918-28 novembre 1994), soldato durante la Seconda guerra mondiale fu insignito della Military Cross, poiché morì senza figli gli successe il nipote Edward Stanley, XIV conte di Derby (10 ottobre 1962), figlio del fratello minore del XVIII conte. Erede presuntivo è Edward Stanley (1998).
La sede della famiglia è Knowsley Hall, nel Merseyside.

## Conti di Derby, prima creazione (1138)
- Robert de Ferrers, II conte di Derby (m. 1162)
- William de Ferrers, III conte di Derby (m. 1190)
- William de Ferrers, IV conte di Derby (m. 1247)
- William de Ferrers, V conte di Derby (m. 1254)
- Robert de Ferrers, VI conte di Derby (1239–1279)

## Conti di Derby, seconda creazione (1337)
- Enrico Plantageneto, I duca di Lancaster (m. 1361)
- Giovanni Plantageneto, I duca di Lancaster (1340–1399)
- Enrico Plantageneto, III conte di Derby (1367–1413) (divenne re d'Inghilterra nel 1399)

## Baroni Stanley (1456)
- Thomas Stanley, I barone Stanley (1405–1459)
- Thomas Stanley, II barone Stanley (c. 1435–1504) creato Conte di Stanley nel 1485

## Conti di Derby, terza creazione (1485)
- Thomas Stanley, I conte di Derby (c. 1435–1504)
- Thomas Stanley, II conte di Derby (1477–1521)
- Edward Stanley, III conte di Derby (c. 1508–1572)
- Henry Stanley, IV conte di Derby (1531–1593)
- Ferdinando Stanley, V conte di Derby (1559–1594)
- William Stanley, VI conte di Derby (bef. 1584–1642)
- James Stanley, VII conte di Derby (1607–1651)
- Charles Stanley, VIII conte di Derby (1628–1672)
- William Stanley, IX conte di Derby (1655–1702)
- James Stanley, X conte di Derby (1664–1736)
- Edward Stanley, XI conte di Derby (1689–1776) dei baronetti Stanley, di Bickerstaffe (1627)
- Edward Smith-Stanley, XII conte di Derby (1752–1834)
- Edward Smith-Stanley, XIII conte di Derby (1775–1851)
- Edward Geoffrey Smith Stanley, XIV conte di Derby (1799–1869)
- Edward Stanley, XV conte di Derby (1826–1893)
- Frederick Stanley, XVI conte di Derby (1841–1908)
- Edward Stanley, XVII conte di Derby (1865–1948)
- Edward Stanley, XVIII conte di Derby (1918–1994)
- Edward Stanley, XIX conte di Derby (n. 1962)

## Baronetti Stanley, di Bickerstaffe (1627)
- Sir Edward Stanley, I baronetto (m. 1640)
- Sir Thomas Stanley, II baronetto (1616–1653)
- Sir Edward Stanley, II baronetto (1643–1671)
- Sir Thomas Stanley, IV baronetto (1670–1714)
- Sir Edward Stanley, V baronetto (1689–1776) succedette come XI Conte di Derby nel 1736